# Caron Butler
James Caron Butler (Racine, Wisconsin, 13. ožujka 1980.) američki je profesionalni košarkaš. Igra na poziciji niskog krila, a trenutačno je član NBA momčadi Dallas Mavericksa. Izabran je u 1. krugu (10. ukupno) NBA drafta 2002. od strane Miami Heata. 

## Rani život
Butler je rođen u Racineu, gradu u saveznoj državi Wisconsin. Kratko vrijeme je proveo igrajući za momčad svoje srednje škole Washington Park High School, a zatim je igrao u Maine Central Instituteu. Nakon nekog vremena sa stipendijom odlazi na sveučilište Connecticut.  

## Sveučilište
Kao igrač prve godine bio je prvi strijelac i skakač Huskiesa. U prosjeku je postizao 15.3 poena, 7.6 skokova i 3.1 asistenciju po utakmici. Na drugoj godini igrao je još bolje i u prosjeku postizao 20.3 poena, 7.5 skokova i 3 asistencije po utakmici. Zajedno je s igračem Pittsburga Brandinom Knightom izabran za igrača godine Big East konferencije, a izabran je još i u All-American drugu petorku. Nakon druge godine odlučio se prijaviti na draft. 

## NBA
Butler je izabran kao deseti izbor NBA drafta 2002. od strane Miami Heata. U svojoj rookie sezoni u prosjeku je postizao 15.4 poena, 5.1 skok i 2.7 asistencija po utakmici. U svojoj drugoj sezoni zbog ozljede ostao je zabilježen pad u njegovoj igri i ukupno je odigrao 68 utakmica regularnog dijela sezone. U prosjeku je postizao 9.2 poena, 4.8 skokova i 1.9 asistencija po utakmici. Na kraju sezone zajedno je s Lamarom Odomom, Brianom Grantom i izborom prvog kruga drafta mijenjan u Los Angeles Lakerse za centra Shaquillea O'Neala. U srpnju 2005. mijenjan je zajedno s Chuckyem Atkinsonom mijenjan u Washington Wizardse za Kwamea Browna i Larona Profita. S Wizardsima je potpisao 5-godišnji ugovor vrijedan 46 milijuna američkih dolara. Wizardsi su s Gilbertom Arenasom, Antawnom Jamisonom i Butlerom napravili novu "Veliku trojku". 17. siječnja 2007. postigao je svoj prvi pobjednički koš u karijeri. U utakmici protiv Knicksa 2.2 sekunde prije kraja na asistenciju DeShawna Stevensona zabio je za pobjedu Wizardsa 99:98. U sezoni 2006./07. po prvi puta u karijeri izabran je u NBA All-Star momčad Istočne konferencije. Kasnije je slomio ruku i propustio doigravanje u kojem su Wizardsi poraženi u prvom krugu od Cleveland Cavaliersa. 13. veljače 2008. ponovo je izabran na NBA All-Star, ali je zbog ozljede propustio All-Star utakmicu. Butler je najbolju sezonu odigrao tijekom 2008./09., kada je u prosjeku postizao 20.8 poena, 6 skokova i 4.3 asistencije. U odsustvu Arenasa (zbog ozljede) bio je drugi klupski strijelac iza Antawna Jamisona., ali Wizardsi su sezonu završili s omjerom 19-63 i propustili doigravanje. 13. veljače 2010. Butler je mijenjan u Dallas Maverickse zajedno s Brendanom Haywoodom i DeShawnom Stevensonom u zamjenu za Josha Howarda, Jamesa Singletona, Drewa Goodena i Quintona Rossa.

## NBA statistika

### Regularni dio
| Godina    | Klub        | Odig. uta. | Uta. poč. | Min. | 2P%  | 3P%  | Sl. bac.% | Skok. | Asist. | Ukr. lop. | Blok. | Poena |
| --------- | ----------- | ---------- | --------- | ---- | ---- | ---- | --------- | ----- | ------ | --------- | ----- | ----- |
| 2002./03. | Miami       | 78         | 78        | 36.6 | .416 | .318 | .824      | 5.1   | 2.7    | 1.8       | .4    | 15.4  |
| 2003./04. | Miami       | 68         | 56        | 29.9 | .380 | .238 | .756      | 4.8   | 1.9    | 1.1       | .2    | 9.2   |
| 2004./05. | L.A. Lakers | 77         | 77        | 35.7 | .445 | .304 | .862      | 5.8   | 1.9    | 1.4       | .3    | 15.5  |
| 2005./06. | Washington  | 75         | 54        | 36.1 | .455 | .342 | .870      | 6.2   | 2.5    | 1.7       | .2    | 17.6  |
| 2006./07. | Washington  | 63         | 63        | 39.3 | .463 | .250 | .863      | 7.4   | 3.7    | 2.1       | .3    | 19.1  |
| 2007./08. | Washington  | 58         | 58        | 39.9 | .466 | .357 | .901      | 6.7   | 4.9    | 2.2       | .3    | 20.3  |
| 2008./09. | Washington  | 67         | 67        | 38.6 | .453 | .310 | .858      | 6.2   | 4.3    | 1.6       | .3    | 20.8  |
| 2009./10. | Washington  | 47         | 47        | 39.4 | .422 | .263 | .877      | 6.7   | 2.3    | 1.4       | .3    | 16.9  |
| 2009./10. | Dallas      | 27         | 27        | 34.4 | .440 | .340 | .760      | 5.4   | 1.8    | 1.8       | .3    | 15.2  |
| 2010./11. | Dallas      | 29         | 29        | 29.9 | .450 | .431 | .773      | 4.1   | 1.6    | 1.0       | .3    | 15.0  |
| Ukupno    |             | 589        | 556       | 36.3 | .441 | .319 | .848      | 5.9   | 2.9    | 1.6       | .3    | 16.6  |
| All-Star  |             | 1          | 0         | 16.0 | .143 | .000 | .000      | 4.0   | 1.0    | .0        | .0    | 2.0   |

### Doigravanje
| Godina    | Klub       | Odig. uta. | Uta. poč. | Min. | 2P%  | 3P%  | Sl. bac.% | Skok. | Asist. | Ukr. lop. | Blok. | Poena |
| --------- | ---------- | ---------- | --------- | ---- | ---- | ---- | --------- | ----- | ------ | --------- | ----- | ----- |
| 2003./04. | Miami      | 13         | 13        | 39.3 | .386 | .182 | .825      | 8.5   | 2.4    | 2.2       | .5    | 12.8  |
| 2005./06. | Washington | 6          | 6         | 43.7 | .416 | .214 | .828      | 10.5  | 2.7    | 2.0       | .7    | 18.5  |
| 2007./08. | Washington | 6          | 6         | 41.0 | .460 | .238 | .871      | 5.7   | 3.8    | 1.8       | .2    | 18.7  |
| 2009./10. | Dallas     | 6          | 6         | 33.7 | .434 | .304 | .926      | 5.8   | 1.3    | 1.5       | .8    | 19.7  |
| Ukupno    |            | 31         | 31        | 39.4 | .418 | .246 | .854      | 7.8   | 2.5    | 1.9       | .5    | 16.4  |

## Vanjske poveznice
- Profil na NBA.com
- Profil na Basketball-Reference.com
- Profil na Yahoo!